# Raúl Lozano Marcos
Raúl Lozano Marcos (Salamanca, España, 25 de enero de 1977) es un exfutbolista español que jugaba de centrocampista.

## Trayectoria
Se formó en el fútbol base de la U. D. Salamanca y se incorporó al Real Sporting de Gijón "B" en 1998. Pasó a formar parte de la plantilla del Real Sporting de Gijón dos temporadas después y se mantuvo hasta 2003. Ese año fichó por la U. D. Almería, donde jugó otras tres campañas en Segunda División. Su última etapa como futbolista profesional la pasó en Segunda División B, categoría en la que pasó por el Orihuela C. F., el C. D. Ourense y el C. D. Guijuelo. En 2009, cuando aún le restaba un año de contrato con el Guijuelo, decidió colgar las botas para incorporarse a la secretaría técnica del Sporting como ojeador.
El 12 de marzo de 2012 sustituyó a Emilio de Dios como director deportivo del Real Sporting de Gijón y se mantuvo en el cargo hasta el 16 de junio de 2015, cuando fue relevado por Nicolás Rodríguez Sánchez. El 28 de febrero de 2017 fue nombrado director deportivo de la U. D. Almería hasta que en junio del mismo año pasó a ejercer como asesor deportivo de la entidad.

## Clubes
| Club                       | País   | Temporada |
| -------------------------- | ------ | --------- |
| U. D. Salamanca "B"        | España | 1995-1998 |
| Real Sporting de Gijón "B" | España | 1998-2000 |
| Real Sporting de Gijón     | España | 2000-2003 |
| U. D. Almería              | España | 2003-2006 |
| Orihuela C. F.             | España | 2006-2007 |
| C. D. Ourense              | España | 2007-2008 |
| C. D. Guijuelo             | España | 2008-2009 |